# Traquet à front blanc
Oenanthe albifrons
Espèce
Statut de conservation UICN

 LC  : Préoccupation mineure
Le Traquet à front blanc (Oenanthe albifrons) est une espèce d'oiseaux de la famille des Muscicapidae.
Son aire s'étend à travers le Soudan (région).